# Ensemble Marktstraße/Heinrich-Sinz-Straße

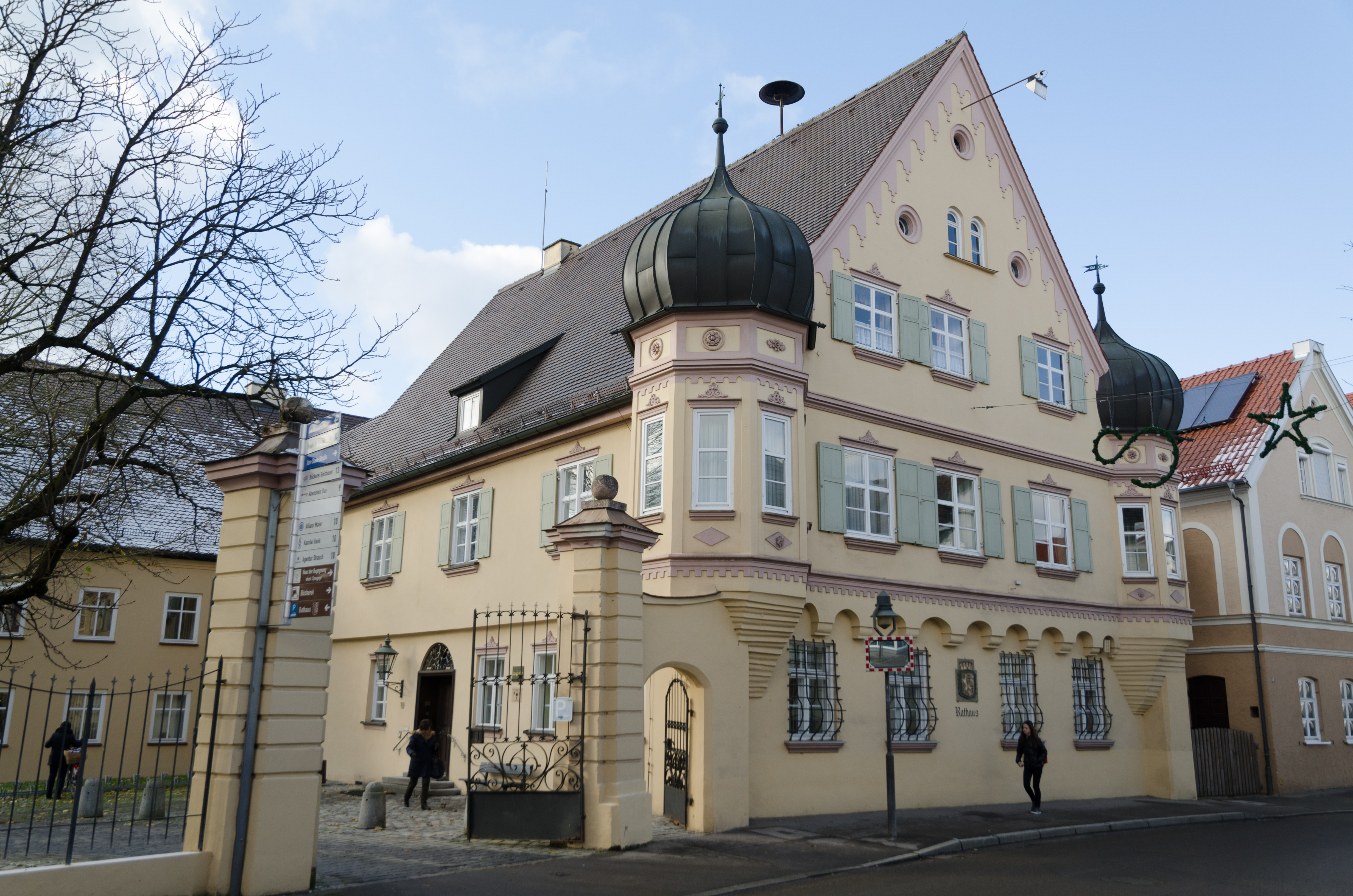
Ehemaliges Schloss und heutiges Rathaus in Ichenhausen

Das Ensemble Marktstraße/Heinrich-Sinz-Straße in Ichenhausen, einer Stadt im schwäbischen Landkreis Günzburg in Bayern, ist ein Bauensemble, das unter Denkmalschutz steht.
Das Ensemble umfasst den Ortskern des Spätmittelalters bestehend aus einer Marktstraße, die sich zu den ehemaligen durch Tore abgeschlossenen Enden hin verengt und sich in ihrer Mitte, bei der katholischen Pfarrkirche St. Johannes Baptist, platzartig erweitert.
Die Ausprägung dieses Bereichs geht auf die Marktrechtsverleihung im Jahr 1406 durch die Herren von Roth zurück. Die Bebauung durch fast ausschließlich giebelständige Häuser, überwiegend spätbarock oder klassizistisch, folgen in der Firstrichtung den Biegungen der Straße. Auch das Rathaus, das 1566 als Schloss der Ortsherrschaft erbaut wurde, fügt sich dieser Struktur ein.

## Einzeldenkmäler

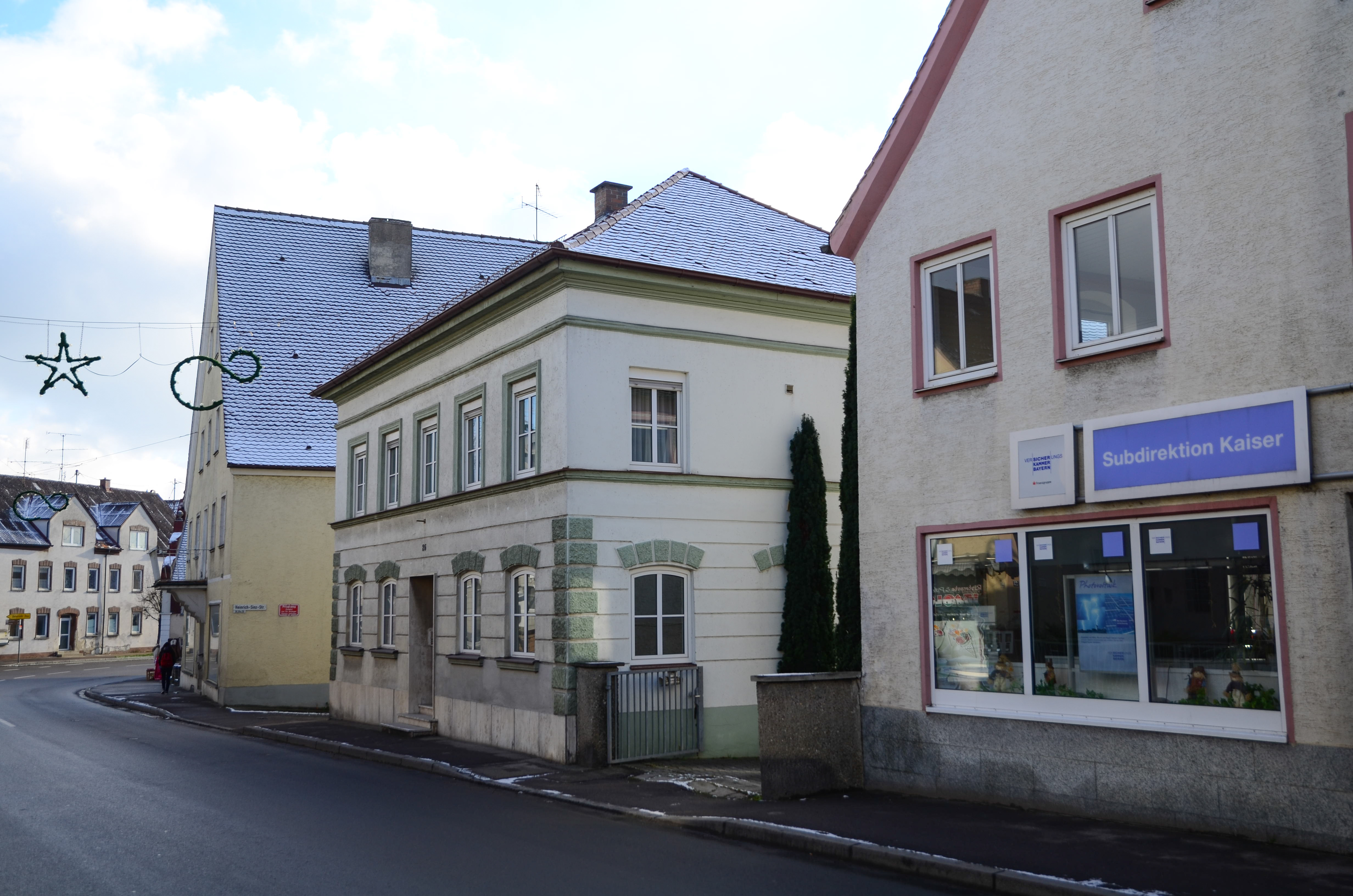
Heinrich-Sinz-Straße in Ichenhausen

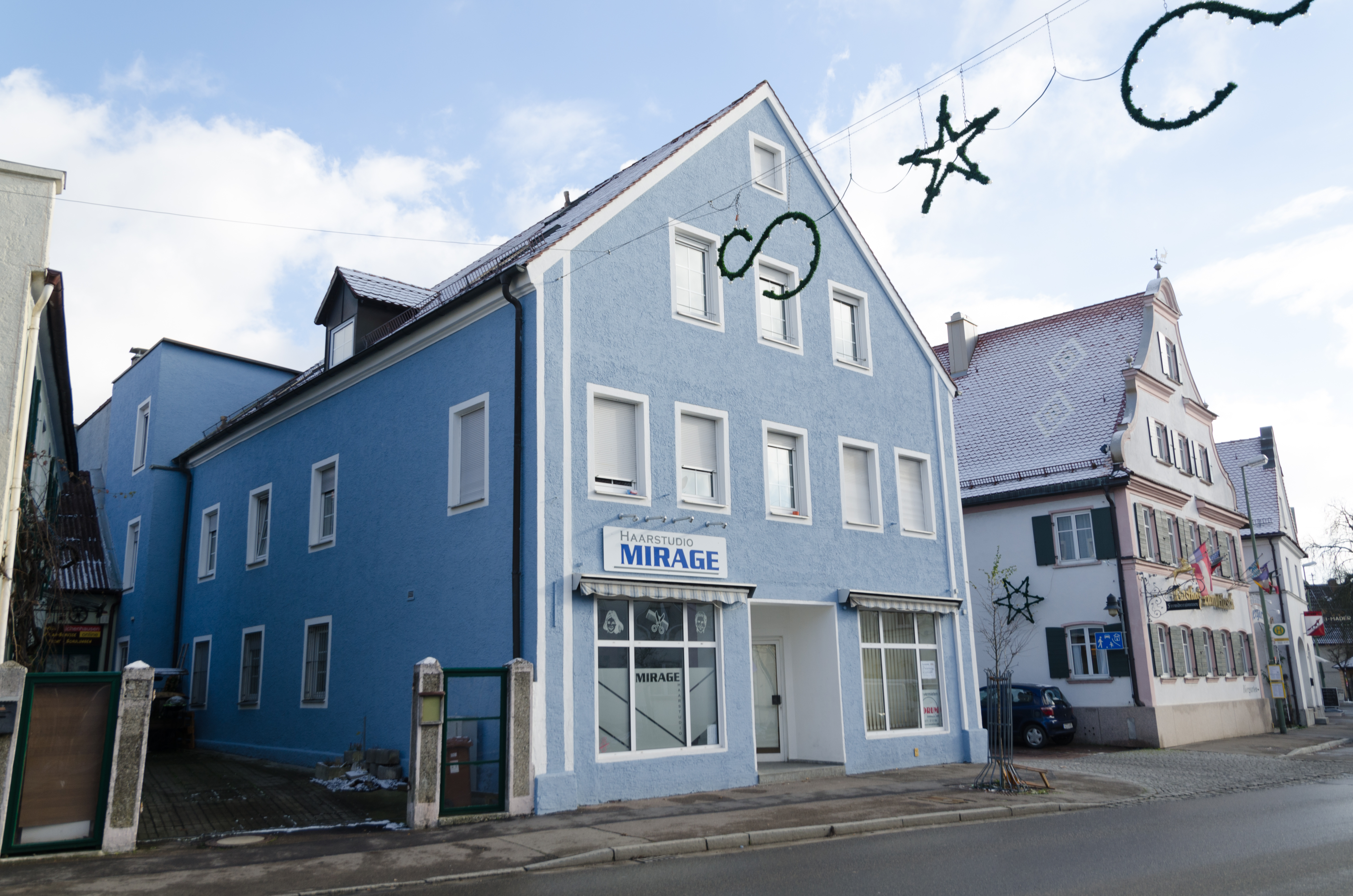
Marktstraße in Ichenhausen

Siehe auch: Liste der Baudenkmäler in Ichenhausen
- Heinrich-Sinz-Straße 1: Gasthaus zum Hirsch
- Heinrich-Sinz-Straße 3: Gasthaus und ehemaliges Brauhaus Goldener Hirsch
- Heinrich-Sinz-Straße 7: Wohnhaus
- Heinrich-Sinz-Straße 8: Schranne
- Heinrich-Sinz-Straße 10: Gasthaus Adler
- Heinrich-Sinz-Straße 14: Rathaus, ehemaliges Schloss
- Heinrich-Sinz-Straße 17: Wohnhaus
- Heinrich-Sinz-Straße 26: Wohnhaus
- Heinrich-Sinz-Straße 33: Brauereigasthaus zum Bären
- Marktstraße 5: Wohn- und Geschäftshaus
- Marktstraße 6: Wohnhaus
- Marktstraße 8: Ehemaliges Gasthaus
- Marktstraße 9: Wohnhaus
- Marktstraße 16: Ehemalige Apotheke
- Marktstraße 17/19: Doppelhaus
- Marktstraße 18: Hotel Weißes Roß
- Marktstraße 21: Wohnhaus
- Marktstraße 23: Wohn- und Geschäftshaus